# Ausschuss für Gesundheit
Der Ausschuss für Gesundheit ist einer der ständigen Ausschüsse des Deutschen Bundestages.
Auch auf Europaebene, auf Landesebene, auf Gemeindeebene und im Bundesrat werden Ausschüsse für Gesundheit mit teilweise abweichenden Bezeichnungen eingesetzt. In Österreich unterhält das Parlament einen Gesundheitsausschuss.

## Aufgaben des Ausschusses
Die Geschäftsordnung des Deutschen Bundestages bezeichnet die Ausschüsse seit Dezember 1951 als „vorbereitende Beschlussorgane des Bundestages“. Sie sind nicht befugt, abschließend über eine Angelegenheit zu entscheiden, sondern geben lediglich Beschlussempfehlungen ab. Diese dürfen sich nur auf die ihnen überwiesenen Vorlagen oder mit diesen in unmittelbarem Sachzusammenhang stehenden Fragen beziehen. Die Ausschüsse haben kein Initiativrecht im Plenum.
Zu den Aufgaben des Ausschusses gehören die Weiterentwicklung der Reformen der gesetzlichen Krankenversicherung, die Patientenrechte, die ärztlichen Belange, sowie ethische Fragen der Medizin und die Arzneimittelsicherheit.
Im Einzelnen gehören nach eigenen Angaben dazu:
- Krankenversicherung: Leistungs- und Beitragsrecht, Vertragsarzt-, Verbänderecht und Aufsicht, wirtschaftliche Fragen der ärztlichen und zahnärztlichen Versorgung, der Arzneimittelversorgung und der Versorgung mit Heil- und Hilfsmitteln, Arbeit des Sachverständigenrates zur Begutachtung der Entwicklung im Gesundheitswesen, Sicherung des Versicherungsschutzes für jeden Bürger;
- Gesundheitsversorgung: medizinische Fragen der gesetzlichen Krankenversicherung (GKV), Grundsatzfragen der Krankenhausversorgung und Krankenhausfinanzierung, Fragen von Qualitätssicherung und Qualitätsmanagement sowie Beratung und Information für Versicherte und Leistungserbringer;
- Pflegeversicherung: Fragen des Personenkreises, des Leistungsrechts und der Beiträge sowie der sozialen Sicherung der Pflegepersonen, medizinische und pflegerische Fragen in der Pflegeversicherung, das Pflegevertragsrecht und die Problematik der Qualitätssicherung, Dynamisierung der Pflegeversicherung;
- Arzneimittel, Apothekenwesen, Medizinprodukte: Arzneimittelversorgung, Arzneimittelsicherheit, das Arzneimittel- und Apothekenrecht, aber auch Pharmaberufe;
- allgemeine Gesundheitsvorsorge, Berufe, übertragbare Krankheiten, AIDS, Gentechnik; allgemeine ärztliche Fragen des Gesundheitswesens, Patientenrechte, ethische Fragen, das Recht der Fortpflanzungsmedizin und die Anwendung von Gentechnik und Biomedizin bei Menschen, neurologische und psychiatrischen Erkrankungen, die Prävention übertragbarer Krankheiten, die gesundheitliche Aufklärung, die Förderung der Selbsthilfe und Partizipation im Gesundheits- und Behindertenbereich, die Naturheilkunde, der gesundheitliche Verbraucherschutz, der umweltbezogene Gesundheitsschutz sowie die Gesundheitsfachberufe mit und ohne Hochschulausbildung;
- Prävention: Reduzierung suchtbedingter Probleme und Stärkung der gesundheitsbezogenen Selbsthilfe.

### Vorlagen zur Europäischen Union
Aufgrund einer Vereinbarung, die regelmäßig seit der 14. Wahlperiode getroffen wird, benennen die Fraktionen für die Dauer der Wahlperiode pro Fraktion jeweils ein Ausschussmitglied als Berichterstatter zur Vorbereitung der Beratung von Vorlagen zur Europäischen Union im Ausschuss. Dies sind die Abgeordneten
- Heiko Schmelzle (CDU/CSU),
- Heike Baehrens (SPD),
- Harald Weinberg (DIE LINKE.) und
- Harald Terpe (BÜNDNIS 90/DIE GRÜNEN).

### Parlamentarische Testanten
Berichterstatter heißen auch die parlamentarischen Testanten, welche insbesondere die Vollständigkeit und Richtigkeit der Beschlussdokumente im Normsetzungsverfahren prüfen. Sie werden im Wechsel für jedes einzelne Gesetzgebungsverfahren benannt und verantworten am Ende der Gesetzesberatungen im federführenden Ausschuss den amtlichen Bericht, der den Weg der Vorlage, ihren wesentlichen Inhalt, den Beratungsverlauf im Ausschuss sowie die Beschlussempfehlungen und Voten der Mitglieder der mitberatenden Ausschüsse sowie des federführenden Ausschusses beinhaltet. Das Ausschusssekretariat steht unter der Leitung von Mechthild Surhold.

## Mitglieder
Dem Vorsitzenden beziehungsweise seinem Stellvertreter obliegt die Vorbereitung, Einberufung und Leitung der Ausschusssitzungen. Soweit es sich nicht um Routineangelegenheiten handelt, stimmt sich der Vorsitzende bei der Sitzungsplanung weitgehend mit den Obleuten ab. Jede Fraktion benennt einen Obmann oder eine Obfrau, der oder die als Hauptansprechpartner in seiner Arbeitsgruppe in Verfahrensfragen dient. Berichterstatter der Fraktionen sind in ihren Arbeitsgruppen für spezielle gesundheitspolitische Themen zuständig und nehmen im Ausschuss in aller Regel für ihre Fraktion Stellung, wenn über einschlägige Vorlagen beraten wird.

### Mitglieder der 21. Legislaturperiode
| CDU/CSU            | AfD                | SPD                         | Bündnis 90/Die Grünen      | Die Linke                |  |
| ------------------ | ------------------ | --------------------------- | -------------------------- | ------------------------ |  |
| Sascha van Beek    | Christina Baum     | Tanja Machalet, Vorsitzende | Janosch Dahmen *           | Ates Gürpinar **         |  |
| Simone Borchardt * | Joachim Bloch      | Matthias Mieves             | Simone Fischer             | Stella Merendino         |  |
| Matthias Hiller    | Thomas Dietz       | Claudia Moll                | Linda Heitmann             | Evelyn Schötz            |  |
| Anne Janssen       | Tobias Ebenberger  | Christos Pantazis */**      | Kirsten Kappert-Gonther ** | Julia-Christina Stange * |  |
| Axel Müller        | Nicole Hess        | Stefan Schwartze            | Johannes Wagner            |                          |  |
| Thomas Pauls       | Carina Schießl     | Lina Seitzl                 |                            |                          |  |
| Stephan Pilsinger  | Martin Sichert *   | Serdar Yüksel               |                            |                          |  |
| Sebastian Schmidt  | Claudia Weiss      |                             |                            |                          |  |
| Nora Seitz         | Kay-Uwe Ziegler ** |                             |                            |                          |  |
| Hendrik Streeck    |                    |                             |                            |                          |  |
| Hans Theiss        |                    |                             |                            |                          |  |
| Maria-Lena Weiss   |                    |                             |                            |                          |  |
| Emmi Zeulner **    |                    |                             |                            |                          |  |

* Obleute,
** Sprecher

### Mitglieder der 20. Legislaturperiode
Stellvertretende Vorsitzende des Gesundheitsausschusses ist die Bundestagsabgeordnete Kirsten Kappert-Gonther (Bündnis 90/Die Grünen). Im Ausschuss sind 42 ordentliche Mitglieder vertreten, darunter zwölf Abgeordnete der SPD-Fraktion, elf der Unionsfraktion, sieben der Grünen-Fraktion, jeweils fünf der FDP- und AfD-Fraktion, sowie zwei Abgeordnete der Linksfraktion.
| SPD                  | CDU/CSU           | Bündnis 90/Die Grünen   | FDP                         | AfD             | Die Linke        |
| -------------------- | ----------------- | ----------------------- | --------------------------- | --------------- | ---------------- |
| Heike Baehrens       | Simone Borchardt  | Janosch Dahmen          | Christine Aschenberg-Dugnus | Christina Baum  | Ates Gürpinar ** |
| Nezahat Baradari     | Michael Hennrich  | Armin Grau              | Christian Bartelt           | Thomas Dietz    | Kathrin Vogler   |
| Heike Engelhardt     | Hubert Hüppe      | Linda Heitmann          | Kristine Lütke              | Jörg Schneider  |                  |
| Dirk Heidenblut      | Erich Irlstorfer  | Kirsten Kappert-Gonther | Jens Teutrine               | Martin Sichert  |                  |
| Matthias Mieves      | Georg Kippels     | Kordula Schulz-Asche    | Andrew Ullmann              | Kay-Uwe Ziegler |                  |
| Claudia Moll         | Dietrich Monstadt | Johannes Wagner         |                             |                 |                  |
| Bettina Müller       | Stephan Pilsinger | Saskia Weishaupt        |                             |                 |                  |
| Christos Pantazis    | Erwin Rüddel      |                         |                             |                 |                  |
| Andreas Philippi     | Tino Sorge        |                         |                             |                 |                  |
| Tina Rudolph         | Diana Stöcker     |                         |                             |                 |                  |
| Martina Stamm-Fibich | Emmi Zeulner      |                         |                             |                 |                  |
| Herbert Wollmann     |                   |                         |                             |                 |                  |

* Obleute,
** Sprecher

### Mitglieder der 19. Legislaturperiode
Vorsitzender des Ausschusses war Erwin Rüddel (CDU/CSU), stellvertretender Vorsitzender Harald Weinberg (Linksfraktion). Dem Ausschuss gehörten 41 Abgeordnete an, davon 14 von der CDU/CSU-Fraktion, 9 von der SPD-Bundestagsfraktion, je 5 von der AfD- und der FDP-Bundestagsfraktion und je 4 von den Bundestagsfraktionen Die Linke und Bündnis 90/Die Grünen.
| CDU/CSU            | SPD                  | AfD                      | FDP                            | Die Linke        | Bündnis 90/Die Grünen     |
| ------------------ | -------------------- | ------------------------ | ------------------------------ | ---------------- | ------------------------- |
| Rudolf Henke       | Heike Baehrens       | Paul Podolay             | Christine Aschenberg-Dugnus ** | Sylvia Gabelmann | Bettina Hoffmann          |
| Michael Hennrich * | Sabine Dittmar *, ** | Robby Schlund            | Katrin Helling-Plahr           | Achim Kessler *  | Kirsten Kappert-Gonther * |
| Erich Irlstorfer   | Edgar Franke         | Jörg Schneider           | Wieland Schinnenburg           | Harald Weinberg  | Maria Klein-Schmeink **   |
| Georg Kippels      | Dirk Heidenblut      | Detlev Spangenberg *, ** | Andrew Ullmann *               | Pia Zimmermann   | Kordula Schulz-Asche      |
| Alexander Krauß    | Hilde Mattheis       | Uwe Witt                 | Nicole Westig                  |                  |                           |
| Roy Kühne          | Claudia Moll         |                          |                                |                  |                           |
| Karin Maag **      | Bettina Müller       |                          |                                |                  |                           |
| Dietrich Monstadt  | Martina Stamm-Fibich |                          |                                |                  |                           |
| Stephan Pilsinger  | Marja-Liisa Völlers  |                          |                                |                  |                           |
| Lothar Riebsamen   |                      |                          |                                |                  |                           |
| Erwin Rüddel       |                      |                          |                                |                  |                           |
| Claudia Schmidtke  |                      |                          |                                |                  |                           |
| Tino Sorge         |                      |                          |                                |                  |                           |
| Emmi Zeulner       |                      |                          |                                |                  |                           |

* Obleute,
** Sprecher

### Mitglieder der 18. Legislaturperiode
| - Ute Bertram - Rudolf Henke (stellvertretender Vorsitzender des Ausschusses für Gesundheit) - Michael Hennrich - Hubert Hüppe - Erich Irlstorfer (CSU, Berichterstatter Zahnärzte) - Roy Kühne - Katja Leikert - Karin Maag - Reiner Meier (CSU) - Maria Michalk (Obfrau) - Dietrich Monstadt - Lothar Riebsamen (Berichterstatter für Krankenhäuser) - Erwin Rüddel - Heiko Schmelzle - Tino Sorge - Jens Spahn (Gesundheitspolitischer Sprecher) - Thomas Stritzl - Emmi Zeulner (CSU) | - Heike Baehrens - Burkhard Blienert - Sabine Dittmar - Edgar Franke (Vorsitzender des Ausschusses für Gesundheit) - Dirk Heidenblut - Marina Kermer - Helga Kühn-Mengel - Hilde Mattheis (Obfrau, Gesundheitspolitische Sprecherin, Berichterstatterin für die Bereiche Pflege, Psychiatrie, Armut und Gesundheit.) - Bettina Müller - Mechthild Rawert - Martina Stamm-Fibich - Kerstin Tack - Maria Klein-Schmeink (Gesundheitspolitische Sprecherin) - Elisabeth Scharfenberg - Kordula Schulz-Asche - Harald Terpe (Obmann) - Kathrin Vogler - Harald Weinberg (Gesundheitspolitischer Sprecher) - Birgit Wöllert (Obfrau) - Pia Zimmermann |

## Ausschuss des Bundesrats
Nach eigenen Angaben beschäftigt sich der Gesundheitsausschuss des Bundesrats mit dem gleichen Aufgabenspektrum wie das Bundesministerium für Gesundheit. Vorsitzender des Ausschusses ist Monika Bachmann (CDU, Saarland).

## Ausschuss des Europäischen Parlaments
Der Europäische Gesundheitsausschuss (European Health Committee, CDSP) wurde 1954 geschaffen und ist der Generaldirektion für sozialen Zusammenhalt des Europäischen Parlaments angeschlossen. Die Schwerpunkte seiner Aktivitäten konzentrieren sich auf die Demokratisierung und Humanisierung der Gesundheitsdienste. Über die Politik soll einerseits ein gleicher Zugang zur Gesundheitsversorgung sichergestellt und andererseits die umfassende und verantwortungsvolle Teilhabe der  Patienten und Bürger gewährleistet werden.
- Ausschuss für Umweltfragen, öffentliche Gesundheit und Lebensmittelsicherheit. Kommissar für Gesundheit und Verbraucherpolitik ist Tonio Borg.

## Ausschüsse auf Landesebene
- Baden-Württemberg: Ausschuss für Soziales, Gesundheit und Integration, Vorsitz: Florian Wahl (SPD)[6]
- Bayern: Ausschuss für Gesundheit und Pflege, Vorsitz: Bernhard Seidenath (CSU)[7]
- Berlin: Ausschuss für Gesundheit, Pflege und Gleichstellung, Vorsitz: Wolfgang Albers (Die Linke)[8]
- Brandenburg: Ausschuss für Soziales, Gesundheit, Integration und Verbraucherschutz, Vorsitz: Björn Lüttmann (SPD)[9]
- Bremen: Städtische Deputation für Gesundheit und Verbraucherschutz, Vorsitz: Ilona Osterkamp-Weber (Bündnis 90/Die Grünen)[10]
- Hamburg: Gesundheitsausschuss, Vorsitz: Peter Zamory (Bündnis 90/Die Grünen)[11]
- Hessen: Sozial- und integrationspolitischer Ausschuss, Vorsitz: Moritz Promny (FDP)[12]
- Mecklenburg-Vorpommern: Ausschuss für Soziales, Integration und Gleichstellung, Vorsitz: Torsten Koplin (Die Linke)[13]
- Nordrhein-Westfalen: Ausschuss für Arbeit, Gesundheit und Soziales, Vorsitz: Heike Gebhard (SPD)[14]
- Niedersachsen: Ausschuss für Soziales, Gesundheit und Gleichstellung, Vorsitz: Holger Ansmann (SPD)[15]
- Rheinland-Pfalz: Ausschuss für Gesundheit, Pflege und Demografie, Vorsitz: Hedi Thelen (CDU)[16]
- Saarland: Ausschuss für Soziales, Gesundheit, Frauen und Familie, Vorsitz: Magnus Jung (SPD)[17]
- Sachsen: Ausschuss für Soziales und Gesellschaftlichen Zusammenhalt, Vorsitz: Susanne Schaper (Die Linke)[18]
- Sachsen-Anhalt: Ausschuss für Arbeit, Soziales und Integration, Vorsitz: Ulrich Siegmund (AfD)[19]
- Schleswig-Holstein: Sozialausschuss, Vorsitz: Werner Kalinka (CDU)[20]
- Thüringen: Ausschuss für Soziales, Arbeit, Gesundheit und Gleichstellung, Vorsitz: Cornelia Klisch (SPD)[21]

## Ausschuss in Österreich
Das Parlament der Republik Österreich unterhält einen Gesundheitsausschuss, der nach eigenen Angaben alle Gesetzesvorlagen, Anträge und Berichte, die sich auf Gesundheit und Krankheit beziehen, behandelt. Das umfasst den gesamten Bereich der Medizin und auch Pflege, Psychotherapie, Apotheken, Gesundheitsförderung und Prävention. Der Gesundheitsausschuss befasst sich auch mit Tierschutz, Lebensmittelsicherheit und Gentechnik. Wenn Themen mit der sozialen Krankenversicherung oder Menschen mit Behinderung in Zusammenhang stehen, werden diese oft auch im Ausschuss für Arbeit und Soziales behandelt. Der Ausschuss besteht aus 25 Mitgliedern. Acht Mitglieder gehören der SPÖ an, acht Mitglieder der ÖVP, fünf der FPÖ, drei den Grünen und ein Mitglied der BZÖ. Obfrau ist Dagmar Belakowitsch-Jenewein (FPÖ).

### Mitglieder
| SPÖ - Petra Bayr - Renate Csörgits - Wilhelm Haberzettl - Johann Hechtl - Erwin Kaipel - Dietmar Keck - Sabine Oberhauser - Erwin Spindelberger FPÖ - Dagmar Belakowitsch-Jenewein (Obfrau) - Norbert Hofer - Andreas Karlsböck - Josef A. Riemer - Martin Strutz | ÖVP - Gertrude Aubauer - Karl Donabauer - Claudia Durchschlag - Anna Höllerer - Oswald Klikovits - Erwin Rasinger - Maria Ridi Steibl - August Wöginger GRÜNE - Kurt Grünewald - Karl Öllinger - Wolfgang Pirklhuber BZÖ - Wolfgang Spadiut |